# Abbate Point
Pour les articles homonymes, voir Abbate.
Abbate Point est une localité située dans la province canadienne de Terre-Neuve-et-Labrador.